# Mastiglanis
Mastiglanis is een monotypisch geslacht van straalvinnige vissen uit de familie van de antennemeervallen (Heptapteridae).

## Soort
- Mastiglanis asopos Bockmann, 1994